# Kiko Pellicano
Henrique „Kiko“ Pellicano (* 28. Februar 1974 in Rio de Janeiro) ist ein ehemaliger brasilianischer Segler.

## Erfolge
Kiko Pellicano nahm zweimal an Olympischen Spielen in der Bootsklasse Tornado teil. 1996 gewann er in Atlanta sogleich mit Lars Grael die Bronzemedaille, als sie den dritten Platz hinter dem spanischen und dem australischen Boot belegten. Bei den Olympischen Spielen 2000 schloss er die Regatta mit Maurício Santa Cruz auf dem elften Platz ab.
Seine Schwester Márcia Pellicano ist ebenso olympische Segelsportlerin wie auch deren Mann Ross MacDonald.